# Кетский язык
Ке́тский язы́к — язык коренного малочисленного енисейского народа кеты, живущего в бассейне реки Енисей в Туруханском районе Красноярского края и в Эвенкийском АО, единственный живой представитель енисейской языковой семьи. Письменность для кетского языка была создана советскими лингвистами сначала в 1930-х годах, потом, заново, в 1980-х. В 1980-х были изданы словари и учебники, и началось преподавание кетского языка в школах в местах компактного проживания кетов. 
На территории Туруханского района Красноярского края и Эвенкийского АО кетский язык имеет статус поощряемого языка.
Кетский язык находится под угрозой исчезновения, в 2005 году оставалось не более 150 его носителей.
Кетский язык входит в кетско-югскую языковую группу енисейской языковой семьи.
Ранее лингвисты считали диалектом кетского языка родственный ему югский язык, который называли сымским диалектом кетского языка.
Прежнее название кетского языка — енисейско-остяцкий, по старому русскому названию кетского народа «енисейские остяки».

## Распространённость кетского языка
На кетском языке говорят кеты — представители коренного сибирского народа, жившего в таёжной части бассейна реки Енисей — от реки Подкаменная Тунгуска на юге до реки Курейка на севере.
В 1989 году численность этнической группы кетов в СССР составляла 1113 человек, из них 1089 человек жили в РСФСР.
В 1999 году кеты компактно проживали в поселках на территории Туруханского района Красноярского края, расположенных по Енисею и его притокам, а также в посёлке Суломай в Эвенкийском автономном округе, находящемся на Подкаменной Тунгуске в 80 км вверх по течению от её устья. Часть кетов живёт в городах, в основном на территории Красноярского края, наибольшая численность городского кетского населения — в Красноярске.
К 2002 году кетов насчитывалось примерно 800 человек, только около трети из которых владеют и пользуются родным языком. Большинство кетов или совсем не владеют национальным языком, или понимают кетскую речь, но не говорят на нём.
По данным Всероссийской переписи населения 2002 года численность этноса кетов составляла 1494 человека, из которых 485 человек указали, что они владеют кетским языком. В Красноярском крае кетами себя назвали 1189 человек, среди них о владении кетским языком заявили 365 человек
Кетский язык находится под угрозой исчезновения — количество его носителей (этнических кетов, для которых он является родным) сократилось с 1225 человек в 1926 году до 537 человек в 1989 году и 365 человек в 2002 году, 213 человек в 2010 году и 153 в 2022 году.
По результатам полевых социолингвистических исследований 1999—2005 годов лингвисты оценивают число носителей кетского языка в 150 человек.
Кетский язык преподаётся в школах в посёлках компактного проживания кетов с конца 20 века. В 1980-х лингвисты под руководством Г. К. Вернера разработали письменность на кириллической графической основе и после издания букварей в 1988 году в Красноярске и 1991 году в Санкт-Петербурге (их авторы — Г. К. Вернер и Г. Х. Николаева) началось преподавание в школах и реальное использование письменного кетского языка. Однако в публикациях кетского фольклора использовались различные виды транскрипции, но не новый кетский алфавит. На начало 2000-х кетская письменность используется только в учебных целях (в школах и ВУЗах), а в практических целях кеты используют русскую письменность.
Энтузиасты (кетская интеллигенция и учёные) пытаются сохранить и кетский язык, и культуру кетов в целом. Их деятельность поддерживает администрация Туруханского района. Кетский язык имеет юридический статус поощряемого языка на территории и Туруханского, и Эвенкийского районов Красноярского края.

## История изучения
Первые упоминания о кетском языке встречаются в путевых заметках П. С. Палласа, изданных в 1788 году под названием «Путешествие по разным провинциям Российского государства».
В 1858 году М. А. Кастрен впервые опубликовал грамматику и словарь («Versuch einer jenissei-ostjakischen und kottischen Sprachlehre»), в котором были также материалы как по кетскому, так и по коттскому языку. В XIX в. кетов ошибочно считали финно-угорским народом.
Н. К. Каргер в 1934 году опубликовал грамматику кетского языка («Кетский язык») и его букварь («Букварь на кетском языке»).
В 1967 году Е. A. Алексеенко написала историко-этнологическое исследование под названием «Кеты».
Для изучения кетского языка в XX веке большое значение имели работы Е. А. Крейновича, А. П. Дульзона, Г. К. Вернера. С середины 1960-х гг. было организовано несколько экспедиций московских лингвистов и этнографов (с участием В. Н. Топорова, Б. А. Успенского, позднее — С. А. Старостина, К. Ю. Решетникова и других), материалы которых публиковались в так называемых «кетских сборниках». В конце 20 - начале 21 века кетским языком активно занимается американский лингвист Эдвард Вайда, предложивший свою концепцию грамматического описания кетского языка.
М. А. Кастрен выделил в кетском языке два диалекта: имбатский и сымский диалект. Внутри имбатского диалекта им были выделены два говора: верхне-имбатский и бахтинский (названный по его ареалу — реке Бахте). Предложенная им типология являлась преобладающей в советской науке 1960-х в годах.
Российскими учёными предпринимались попытки установить взаимосвязи между кетским языком и языком бурушаски, а также с сино-тибетскими языками и языками североамериканских индейцев на-дене, чьё самоназвание похоже на самоназвание кетов. Часто енисейские языки включают в гипотетическую сино-кавказскую макросемью.

### Специалисты по кетскому языку
Кетский язык изучают следующие известные учёные и научные организации:
- Сергей Сергеевич Буторин, канд. филол. наук, доцент — Объединенный институт истории, филологии и философии (ОИИФФ) СО РАН.
- Генрих Каспарович Вернер (Werner H.), докт. филол. наук, проф. — Боннский университет.
- Александр Павлович Володин, докт. филол. наук — Институт лингвистических исследований РАН.
- Наталья Михайловна Гришина, канд. филол. наук, доцент — Новосибирск.
- Кирилл Юрьевич Решетников (псевдоним Шиш Брянский), канд. филол. наук — Институт языкознания РАН.
- Георгий Сергеевич Старостин, канд. филол. наук — Российский государственный гуманитарный университет (РГГУ)
- Сергей Анатольевич Старостин, докт. филол. наук, член-корр. РАН, директор Центра компаративистики РГГУ
- Эдвард Вайда, Университет Западного Вашингтона (англ. Western Washington University)
- Российский государственный педагогический университет (РГПУ)
- Томский государственный педагогический университет (ТГПУ)

## Диалекты
На конец 20 века выделены северный (северокетский), центральный (среднекетский) и южный (южнокетский) диалекты кетского языка, южный диалект подразделяется на елогуйский и подкаменнотунгусский говоры, а среднекетский — на южный говор, на котором говорят жители деревни Сургутихи, и северный, распространённый от села Верещагина до Туруханска. Различия между диалектами и, особенно, говорами невелики, однако носители говоров четко осознают отличие собственного варианта языка от вариантов соседей.

## Письменность
В 1930-е годы Н. К. Каргер разработал алфавит среднекетского диалекта на латинской графической основе и составил букварь, но этот алфавит не получил распространения: Karger N. K. Bukvar. — Leningrad, 1934.
| А а | Ā ā | Æ æ | B в | C c | D d | E e | Ē ē | Ә ә | F f | G g | H h |
| Ꜧ ꜧ | I i | Ī ī | K k | L l | Ļ ļ | M m | N n | Ņ ņ | Ŋ ŋ | O o | Ō ō |
| P p | Q q | R r | S s | Ş ş | T t | U u | Ū ū | V v | Z z | Ƶ ƶ | Ь ь |

В 1980-е кетский алфавит был разработан заново на основе кириллицы с дополнительными буквами (приведён с фонетическим значением букв):
| А а /a/, /æ/ | Б б /b/       | В в /v/       | Г г /g/, /ɣ/ | Ӷ ӷ /ɢ/, /ʀ/  | Д д /d/   | Е е /e/, /ɛ/  | Ё ё /ə/, /jɔ/ | Ж ж /ʐ/            | З з /z/ |
| И и /i/      | Й й /j/       | К к /k/       | Ӄ ӄ /q/      | Л л /l/, /lʲ/ | М м /m/   | Н н /n/, /nʲ/ | Ӈ ӈ /ŋ/       | О о /ɔ/            | Ө ө /o/ |
| П п /p/      | Р р /r/, /rʲ/ | С с /s/, /sʲ/ | Т т /t/      | У у /u/       | Ф ф /f/   | Х х /h/, /x/  | Ц ц /t͡s/      | Ч ч /t͡ɕ/           | Ш ш /ʂ/ |
| Щ щ /ɕː/     | Ъ ъ /ʌ/       | Ә ә /ə/       | Ы ы /ɨ/      | Ь ь палат.    | ’ ларинг. | Э э /ɛ/       | Ю ю /u/, /ju/ | Я я /ja/, /a/, /æ/ |         |

В учебной литературе отдельно выделяются буквы а’ ё’ и’ о’ у’ ъ’ ы’ э’ ю’ я’ аа ии оо уу ъъ ыы ээ.

## Лингвистическая характеристика

### Фонетика и фонология
Фонологический состав кетского языка отличается типологически редким сочетанием наличия противопоставления мягких и твёрдых согласных (фонологически — только [l], [n] и [s]) и тоновых различий (до 5 тонов в различных говорах).
Степень свободы выражения грамматических значений — синтетизм.
Большинство грамматических значений в глаголе передаётся с помощью префиксов и инфиксов (реже — суффиксов); широко развита инкорпорация.
Характер границы между морфемами — фузия, существует множество сандхи.
Базовый порядок слов — SOV.
В именной группе маркирование вершинное, как и в предикации.

### Примеры предложений
- bu du-taRɔt («Он лежит/спит»);
- ətn en dʌŋ-ɔtn («Мы уже идём»);
- bu ətn d-il'-daŋ-s («Он нас привлёк»).

### Части речи
Имя существительное обладает формой основного падежа (субъекта и прямого объекта) и системой вторично развившихся падежей с пространственными значениями. В существительных выделяется класс вещей, противопоставленный одушевлённым классам (мужскому и женскому).

### Лексика
Имеются лексические заимствования из самодийских и тюркских языков, а также из русского.